# Tania Dixon
Tania Dixon (* 3. Oktober 1970 als Tania Murray) ist eine ehemalige neuseeländische Hochspringerin.
Bei den Commonwealth Games siegte sie 1990 in Auckland und wurde 1994 in Victoria Vierte.
Fünfmal wurde sie Neuseeländische Meisterin im Hochsprung (1988, 1990–1992, 1997) und dreimal im Dreisprung (1994, 1997, 1999).

## Bestleistungen
- Hochsprung: 1,92 m, 26. Januar 1991, Dunedin (nationaler Rekord)
- Dreisprung: 13,48 m, 2. März 1997, Melbourne (nationaler Rekord)